# Vladlen Kozljuk
Vladlen Serhijovyč Kozljuk (in ucraino Владлен Сергійович Козлюк?; Odessa, 5 aprile 1997) è un lottatore ucraino specializzato nella lotta greco-romana.

## Palmarès
- Europei

Budapest 2022: bronzo nei 97 kg